# تانغي نيانزو
تانغي أوستن نيانزو كواسي (بالفرنسية: Tanguy-Austin Nianzou Kouassi؛ مواليد 7 يونيو 2002) هو لاعب كرة قدم فرنسي يلعب في مركز قلب الدفاع مع نادي بايرن ميونخ في الدوري الألماني الدرجة الأولى.

## الإحصائيات

### النادي
آخر تحديث 11 مارس 2020.
| النادي           | الموسم   | الدوري         | الدوري | الدوري  | الكأس  | الكأس   | كأس الدوري | كأس الدوري | قاري   | قاري    | أخرى   | أخرى    | المجموع | المجموع |
| النادي           | الموسم   | الدرجة         | الظهور | الأهداف | الظهور | الأهداف | الظهور     | الأهداف    | الظهور | الأهداف | الظهور | الأهداف | الظهور  | الأهداف |
| ---------------- | -------- | -------------- | ------ | ------- | ------ | ------- | ---------- | ---------- | ------ | ------- | ------ | ------- | ------- | ------- |
| باريس سان جيرمان | 2019–20  | الدوري الفرنسي | 6      | 2       | 3      | 0       | 2          | 1          | 2      | 0       | 0      | 0       | 13      | 3       |
| الإجمالي         | الإجمالي | الإجمالي       | 6      | 2       | 3      | 0       | 2          | 1          | 2      | 0       | 0      | 0       | 13      | 3       |

## الإنجازات

### النادي
باريس سان جيرمان
- الدوري الفرنسي: 2019–20[4]
- كأس فرنسا: 2019–20[5]
- كأس الرابطة الفرنسية: 2019–20[6]

### المنتخب
فرنسا تحت 17 سنة
- كأس العالم تحت 17 سنة البرونزية: 2019[7]

### الفردية
- تيتي الذهبية: 2019[8]

## وصلات خارجية
لم يتم العثور على روابط لمواقع التواصل الاجتماعي.

- تانغي نيانزو على موقع الاتحاد الأوربي (الإنجليزية)
- تانغي نيانزو على موقع إي إس بي إن إف سي (الإنجليزية)
- تانغي نيانزو على موقع قاعدة بيانات كرة القدم.إي يو (الإنجليزية)
- تانغي نيانزو على موقع ليكيب (الفرنسية)
- تانغي نيانزو على موقع Soccerbase.com (لاعب) (الإنجليزية)
- تانغي نيانزو على موقع Soccerway.com (الإنجليزية)
- تانغي نيانزو على موقع عالم كرة القدم.نت (الإنجليزية)
- تانغي نيانزو على موقع كووورة
- تانغي نيانزو على موقع AS.com (الإسبانية)